# Positec
Positec Tool Corporation eller Positec er en kinesisk producent af haveudstyr og maskinværktøj. De har hovedkvarter i Suzhou, Jiangsu. Positec's produkter sælges under mærkerne Rockwell Tools, WORX og Kress.
Positec Tool Corporation blev etableret af Don Gao i 1994 i Suzhou. Navnet "Positec" er afledt af "Positive Technology."